# فیتزروی سیمپسن
فیتزروی سیمپسن (انگلیسی: Fitzroy Simpson؛ زادهٔ ۲۶ فوریهٔ ۱۹۷۰) یک بازیکن فوتبال اهل بریتانیا است.
وی همچنین در تیم ملی فوتبال جامائیکا بازی کرده‌است.